# Arena Fyn
Arena Fyn – wielofunkcyjna hala widowiskowo-sportowa w Odense, w Danii. Została otwarta w 2007 roku. Obiekt jest częścią centrum konferencyjnego Odense Congress Center. Pojemność hali wynosi 3200 widzów, a na koncerty wzrasta do 5000. Obiekt był jedną z aren Mistrzostw Europy w siatkówce 2013.